# Tetragnatha farri
Tetragnatha farri är en spindelart som beskrevs av Arthur M. Chickering 1962. Tetragnatha farri ingår i släktet sträckkäkspindlar, och familjen käkspindlar.
Artens utbredningsområde är Jamaica. Inga underarter finns listade i Catalogue of Life.